# Alejandro Correa (actor)
Salvador Alejandro Galván Correa (Ciudad de México, 12 de enero de 1998) es un actor mexicano. Es hermano de la también actriz Geraldine Galván.

## Biografía
Su nombre completo es Salvador Alejandro Galvan Correa.
Inició su carrera a los 6 años de edad en Misión S.O.S. y estudió la primaria y el kinder en el Colegio Christa Corrigan.

## Telenovelas
- Vencer el miedo (2020) - Aldo Móntes
- Camaleones (2009) - Edgar Márquez
- Amar sin límites (2007) - Roberto Sanchez alias frijolito
- La fea más bella (2006/07) - Cuco Rodríguez Guerrero
- Barrera de amor (2005) - Daniel Romero (niño)
- Misión S.O.S (2004) - Daniel Ortega
- El diario de Daniela (1998/99) - Gussi

## Series de TV
- La Familia Peluche (2007) - Niño en avión
- Vecinos (2005-2007) - (2005) Niño de la noche de halloween, (2007) Bruno
- La rosa de Guadalupe (2008-2017) - Varios personajes
- Como dice el dicho (2011-2019) - Varios personajes